# Sloboština
Sloboština is een plaats in de gemeente Brestovac in de Kroatische provincie Požega-Slavonië. De plaats telt 14 inwoners (2001).